# Breiðadalsheiði
Die Breiðadalsheiði ist eine Hochebene in den Westfjorden von Island.
Über sie verlief der Vestfjarðavegur  zwischen dem Önundarfjörður im Süden und der Stadt Ísafjörður im Norden.
Der Súgandafjarðarvegur  zweigte nach Westen ab und führte nach Suðureyri im Súgandafjörður, der nördlich vom Önundarfjörður
Die Passhöhe beträgt 610 m und ist damit eine der höchsten im Lande.
Der Straßenabschnitt war damals 16 km lang und schwierig zu befahren.
Im Winter war die Breiðadalsheiði lange Zeit unpassierbar.
Zwischen 1991 und 1996 wurde ein Tunnel gebaut. Die Vestfjarðagöng werden auch Göng undir Breiðadals- og Botnsheiði genannt. Sie sind ganzjährig befahrbar und verkürzen die Strecke auf 12 km. 